# Il giusto mezzo
Il giusto mezzo (中庸T; pinyin: zhōngyōngP) è uno dei Quattro libri del canone confuciano. Come il Grande Studio, originariamente Il giusto mezzo era un capitolo del Libro dei riti. Per tradizione, è attribuito a Zisi (o Kong Ji), nipote di Confucio durante la dinastia Zhou.
Il libro consiste in brevi testi attribuiti a Confucio e in nove capitoli di commentari di Zengzi. Questo breve libro di 33 capitoli propone un cammino verso la virtù perfetta e si concentra sulla via (cinese: 道; pinyin: dào) prescritta per mandato del cielo non solo ai sovrani, ma a tutti gli uomini. Seguire queste istruzioni celesti con lo studio e l'insegnamento porterà automaticamente alla virtù confuciana.
Il Giusto mezzo è anche un concetto degli insegnamenti del neoconfucianesimo. Il nome deriva da un verso degli analecta che recita:
(La dottrina del mezzo,6:26 - Burton Watson tr.)
Il concetto non è ulteriormente sviluppato negli analecta e all'origine il Giusto mezzo costituiva uno dei capitoli del classico dei riti.
Il giusto mezzo appartiene al tardo canone confuciano del Neoconfucianesimo come compilato da Zhu Xi, che approfondisce in grande dettaglio il significato del termine così come la sua applicazione alla vita personale.

## Contenuto
La natura e l'uomo sono tutt'uno. L'uomo che non prova sentimenti ed emozioni vive in uno stato di equilibrio, ma quando sentimenti ed emozioni vengono suscitati, devono tendere all'armonia col resto del mondo. L'uomo può mantenere l'armonia seguendo il giusto cammino. La ricerca del giusto mezzo non implica debolezza, ma forza.
Il giusto mezzo è una particolare condizione di serenità interiore che consente all'uomo di vivere senza sofferenze la sua condizione, rispettando i superiori e gli inferiori, esercitando la pietà e compiendo il suo dovere, senza cercare di distinguersi con atti fuori dall'ordinario. 
(cap. 13)
Il duca di Zhou è portato come esempio, per la sua pietà, magnanimità e per il suo equilibrio. Per assicurare un buon governo, il sovrano deve coltivare la virtù, l'umanità e la giustizia, appoggiandosi a ministri virtuosi, rispettando i suoi funzionari ed ufficiali ed amando tutti i suoi sudditi come figli.